# Quercus oblongifolia

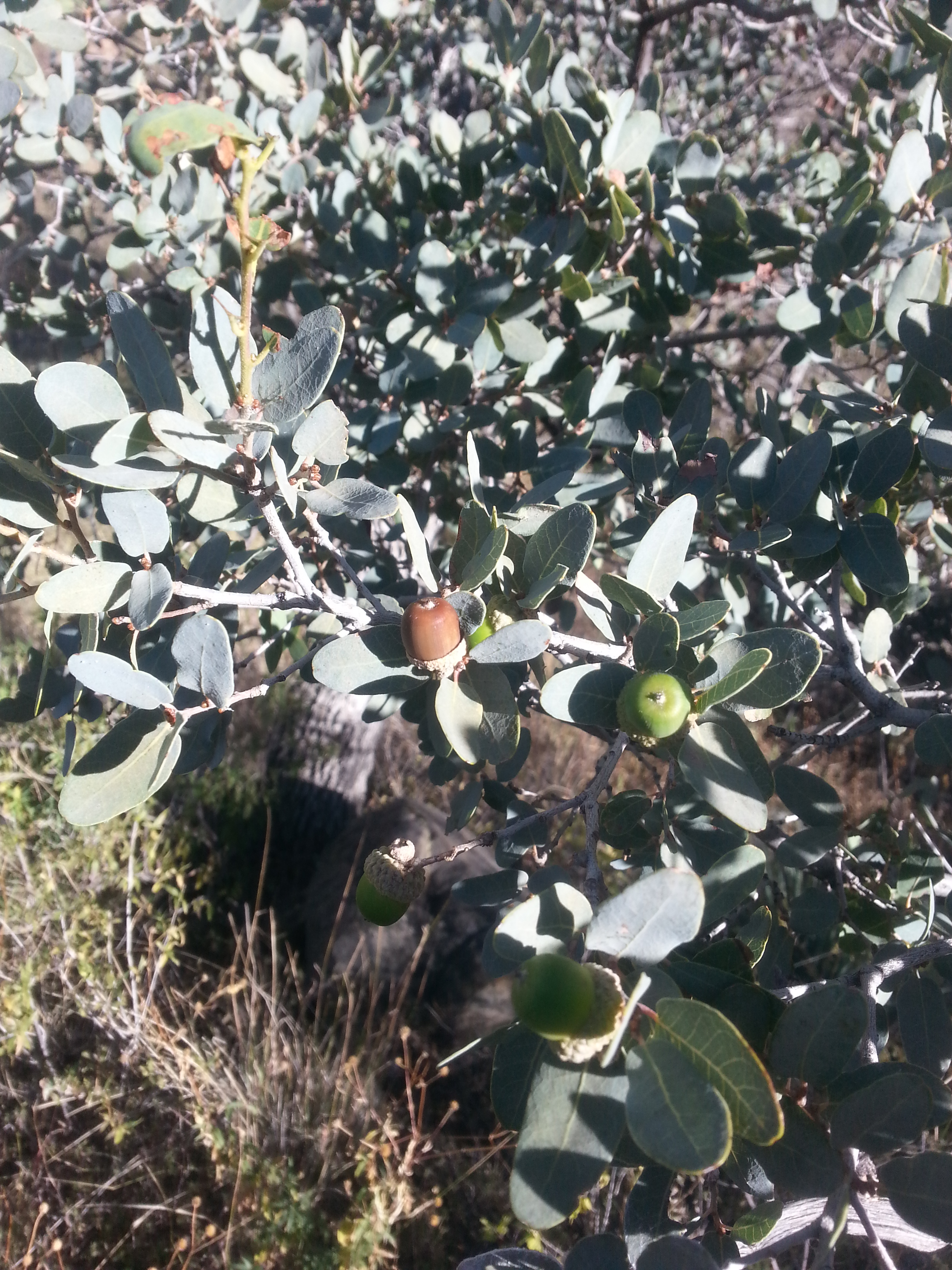
Eicheln von Quercus oblongifolia

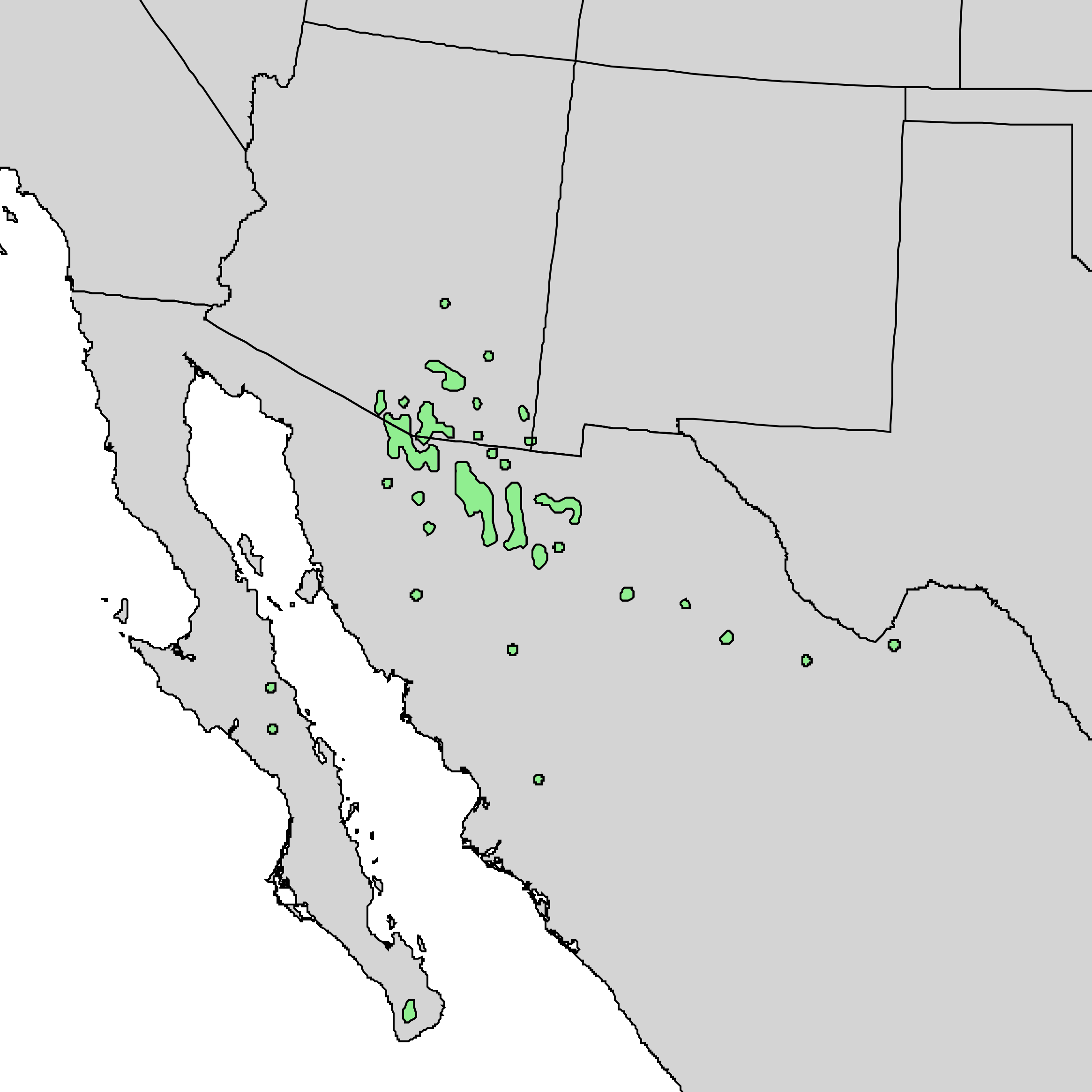
Natürliches Verbreitungsgebiet von Quercus oblongifolia

Quercus oblongifolia (englisch Arizona blue oak, Blue live oak, Sonoran blue oak) ist eine Pflanzenart aus der Familie der Buchengewächse. Der immergrüne kleine Baum oder große Strauch gehört zur Sektion Quercus, den sogenannten „Weiß-Eichen“. Von der IUCN wird die Art als „nicht gefährdet“ („least concern“) eingestuft.

## Beschreibung
Quercus oblongifolia ist ein kleiner immergrüner Baum von 5 … 8 Metern Höhe mit einer rundlichen Krone. In größeren Höhenlagen wird er normalerweise zu einem großen Strauch. Der Stamm erreicht bis zu 50 cm Durchmesser; die Rinde ist hellgrau und stark gefurcht. Die Zweige sind gelblich braun und haarlos mit rötlich braunen Knospen. Die Blätter sind klein und lang; sie stehen wechselständig. Sie sind ganzrandig, ledrig, oberseits bläulich grün und unterseits mittelgrün. Die Blüten erscheinen im Frühjahr zur selben Zeit, wenn die alten Blätter abgeworfen werden und die neuen Blätter austreiben. Die männlichen Blüten bilden gelblich grüne Kätzchen; die weiblichen Blüten stehen einzeln oder paarweise in den Blattachseln. Die hellbraunen Eicheln sind eiförmig oder länglich, etwa 2 cm lang und sitzen in schuppigen kugelförmigen Bechern, die etwa ein Drittel ihrer Länge ausmachen.

## Verbreitung
Quercus oblongifolia wächst in hochgelegenen Grasländern, Canyons und auf Mesas in Texas, Arizona und New Mexico sowie im nordwestlichen Mexiko (Baja California Sur, Chihuahua, Coahuila, Sinaloa und Sonora). Quercus oblongifolia ist eng mit Quercus engelmannii aus Süd-Kalifornien verwandt. Die Arten sind konspezifisch und könnten zu einer zusammengefasst werden.

## Lebensraum
Quercus oblongifolia ist in Höhenlagen zwischen 1.200 und 1.800 Metern verbreitet anzutreffen. Oft wächst sie auf flachgründigen sandigen Böden in semiariden Gebieten. Sie ist die dominierende Art in tiefer liegenden offenen Eichen-Wäldern, wo sie mit Quercus arizonica (englisch Arizona white oak) und Quercus emoryi (englisch Emory oak) vergesellschaftet ist. Die Art ist ein bedeutender Bestandteil von Pinyon-Kiefern-Wacholder-Wäldern, wo sie in Gemeinschaft mit Kiefern und Wacholdern, Vauquelinia californica (englisch Arizona rosewood), Eriogonum wrightii (englisch shrubby buckwheat), Mimosa aculeaticarpa (englisch catclaw mimosa), Muhlenbergia emersleyi (englisch bullgrass), Eragrostis intermedia (englisch plains lovegrass), Fendlera rupicola (englisch fendlerbush) und Lycurus phleoides (englisch wolftail) wächst.